# Ramka
Ramka (Aïn Ramka) est une commune d'Algérie situé dans la wilaya de Relizane. 
Ramka est située à douze kilomètres environ de la plus importante commune de Ammi Moussa.
La petite commune de Ramka  (un seul petit restaurant deux petites épicerie, un taxiphone et une mairie qui gère les habitants des différents douars aux alentours. (Douar Adjama, Douar Ouled Defelten, Douar Ouled Hadou).
L'Oued Arjam  ne se jette plus dans l'Oued Chlef : un barrage retient ses eaux au-dessus de la commune de Massena à 5 km de Souk El Had et 7 km de Ramka.
Dans la plaine au bas de Ramka à une quinzaine de km débute une zone très fertile propice au maraichage (toute la région de Chlef et Boukadir non loin de là : culture de pastèques.
Ces communes font partie du département de Relizane.
Précédemment elles dépendaient du département de Chlef (anciens noms d'El Asnam et du temps de la colonisation Orléansville). 
Elles ont également fait partie du département de Mostaganem et pendant la colonisation du département d'Oran.

## Histoire
L'un des grands massacres de 1998 eut lieu pendant la période de Ramadan le soir au moment de la rupture du jeûne en bas de Ramka à 6 km environ de l'autre côté de la petite rivière Oued El Arjam dans les deux tribus Elkhrareb et Benisallah, Elhbadel (tous les habitants de paisibles fellah (agriculteurs) ont été massacrés), également sur un hameau nommé Thabha où une famille entière a été massacrée. Les tueurs se sont arrêtés pres de la tribu des Bahcha faisant partie du douar Adjama dont ses habitants sont inscrits en mairie de Ramka. À 4 km du douar Bahcha se situe la commune de Souk El-Had situé à 12 km de la commune de Ammi-Moussa et 10 km de Ramka (altitude 800 à 1 000 m très aride). 